# Paul Walden
Paul Walden, lotyšsky Pauls Valdens (26. červenec 1863, Rozulas – 22. leden 1957, Gammertingen) byl chemik, baltský Němec narozený na území dnešního Lotyšska (tehdy Ruské říše). Byl profesorem na univerzitě v Rize, po Říjnové revoluci uprchl do Německa, kde se stal profesorem na univerzitě v Rostocku (1919-1934) a v Tübingen (od 1947). Objevil tzv. Waldenův zvrat, čili změnu konfigurace organických sloučenin při některých jejich substitučních reakcích.